# Metselaar

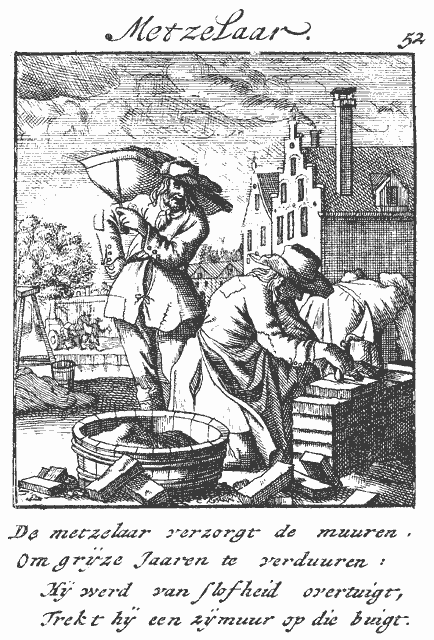
Zeventiende-eeuwse ets van een metselaar

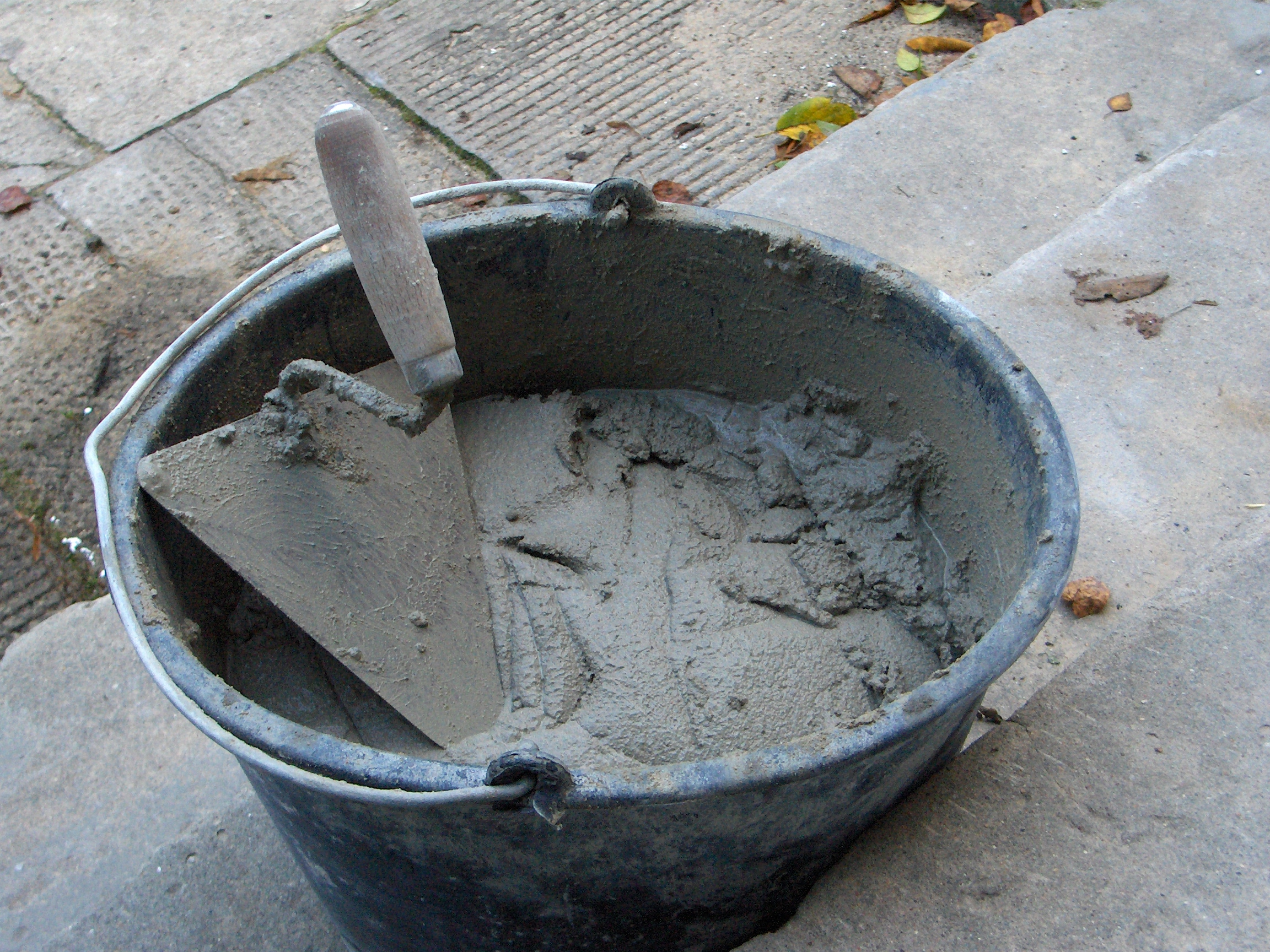
Een troffel in een speciekuip

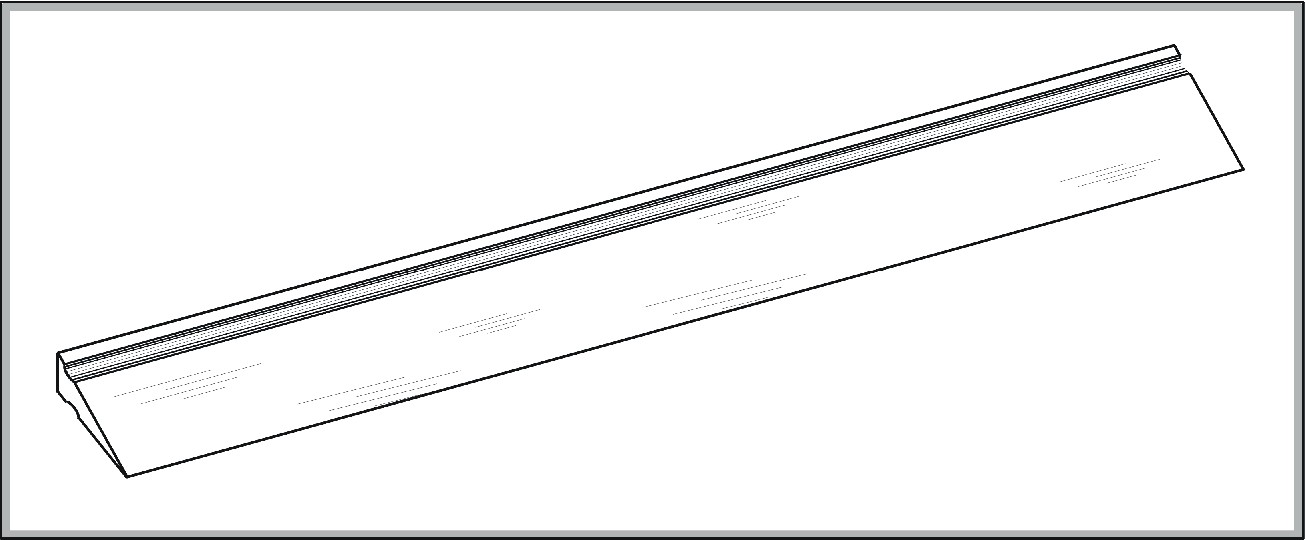
Sabel voor het op maat hakken van steen

Een metselaar is een vak- of ambachtsman die bakstenen of blokken natuursteen vermetselt. Hij is ook degene die eventueel een metselaarsteken aanbrengt.
Een metselaar beschikt over divers gereedschap:
- Een metseltroffel, om de specie op de reeds gemetselde laag aan te brengen en te spreiden tijdens het metselen. Troffels zijn er in diverse soorten en zowel voor links-als rechtshandigen.
- Een voegspijker, waarmee de voegspecie tussen de voegen wordt gebracht om het geheel af te werken. Voegspijkers zijn te verdelen in lintvoegspijker, voor de horizontale voegen en de stootvoegspijker voor de korte stukjes, de stootvoegen, ertussen.
- Een kaphamer, een hamer die aan de ene kant voorzien is van een vierkant vlak en aan de andere kant van een gebogen gedeelte, dat enigszins op een beitel lijkt. Met deze hamer kan hij stukken van de steen afslaan of anderszins bewerken. Ook kan hij met de vlakke kant op de sabel of de voegbeitel slaan.
- Een sabel, een stalen strip, die zo gevormd en geslepen is, dat de metselaar heel precies stenen kan behakken en bewerken.
- Een voegbeitel, ook wel klezoorbeitel genoemd. Deze lijkt op een koudbeitel, maar heeft een breed blad. De breedte hiervan kan variëren van 5 cm tot 10 cm. De snede is van beide zijden scherp geslepen. Hiermee kunnen stenen op maat gehakt worden, maar hij wordt ook gebruikt om voegen uit te hakken.
- Een dagge, een voegijzer om specie in het midden van een voeg van een streep te voorzien. Hierdoor lijkt een voeg smaller.

Overig gereedschap dat een metselaar nodig heeft zijn een metseldraad, waterpas, duimstok, timmermanspotlood, schietlood, klauwhamer. Ook een bats, stoffer en nijptang kunnen goed van pas komen.
Naast de volle baksteen verwerken metselaars ook de smalle baksteen. Dankzij de kleinere breedte van 65 tot 75 mm is een smalle baksteen gemiddeld een derde lichter dan traditionele volle bakstenen. Dit lagere gewicht maakt het metselproces voor de metselaar fysiek minder belastend en vergemakkelijkt het hanteren van de stenen tijdens de werkzaamheden. Het mortel- en lijmgebruik is vergelijkbaar met dat van volle bakstenen. 
Hoewel smalle baksteen dezelfde esthetische uitstraling heeft als volle baksteen, vraagt het verwerken ervan soms om nauwkeuriger maatvoering en aandacht, bijvoorbeeld bij het toepassen van bepaalde metselverbanden.